# Pavel J. Šulc
Pavel Josef Šulc (27. června 1828 Knovíz u Slaného – 12. října 1897 Praha) byl český spisovatel a překladatel z němčiny, polštiny a francouzštiny historických románů a povídek a naučné prózy pro děti a mládež, včetně několika verneovek. Původně byl středoškolským učitelem, později působil jako novinář, redaktor, vydavatel a odborný publicista. Některá svá díla podepisoval iniciálami „P. J. Š.“ a šifrou „P. Š. T-ý“.

## Život a dílo
Absolvoval gymnázium a Filozofickou fakultu UK v Praze. V letech 1853–1859 působil na reálce v Liberci jako profesor češtiny, zeměpisu a dějepisu. Učitelské povolání však musel opustit kvůli onemocnění hlasivek a přestěhoval se do Prahy, kde pracoval v různých podnicích, do roku 1875 jako tiskárenský korektor. Byl redaktorem a vydavatelem různých periodik. V letech 1876–1879 pracoval v redakci časopisu Posel z Prahy, založeného Františkem Šimáčkem, od roku 1880 pracoval pro nakladatelství Alois Hynek,
kde přispíval do edic „Poučné a zábavné čtení“ a „Dětská bibliotéka“.
Psal a upravoval didaktické povídky a naučné prózy pro děti a mládež, je autorem spisů z oboru pedagogiky, přírodopisu a historických monografií, sestavil sokolský zpěvník. Podle Daniela Defoa napsal román Robinson: Obraz ze života pro mládež i dospělé a výrazně zkrácené dílo Malý Robinson: vypravování pro mládež. Překládal či převyprávěl z němčiny, polštiny a francouzštiny různé historické romány a dějepisné povídky pro mládež, také několik románů Julese Verna.

## Překlady
Mezi autory, jejichž díla přeložil či volně převyprávěl, patří autoři němečtí Wilhelm Bauberger (Mouřeninka, povídky, 1. vyd. 1851), bratři Grimmové (Vybrané báchorky L. Bechsteina, br. Grimmů a j., 1885), Wilhelm Herchenbach (několik povídek pro mládež), Karl Rudolf Oskar Höcker (Nevolníci, 1885), Alexander Friedrich Franz Hoffmann (více povídek), Philipp Körber (Petr Savojan, 1864), Adolf Mützelburg (volně 4 díly Pán světa: pokračování románu Hrabě Monte-Kristo, 1863–1864, volné pokračování Dumasova románu) a Adolf Weiss (rozsáhlý 6dílný historický román Isabella španělská čili Konec tyranství, 1869);
dále autoři polští Wincenty Budzyński (historický román Lechie, 1862), Józef Korzeniowski (román Hrbatý, 1863) a Józef Ignacy Kraszewski (román Dva světy).
Z autorů francouzských to byli Alexandre Dumas, dle něhož „volně přeložil“ román Hrabě Monte Cristo (1862, 6 dílů) a Jules Verne, z jehož díla „volně vzdělal“ romány Černá Indie, Carův kurýr aneb Z Moskvy do Irkucka, Cestování pod mořem a Patnáctiletý kapitán a přeložil Příhody kapitána Hatterasa (1884). Čtyřdílný soubor Tisíc a jedna noc: arabské báchorky přeložil pravděpodobně z francouzského zpracování příběhů.
Z dánštiny přeložil Andersenovy báchorky.